# Joseph Thys
Pour les articles homonymes, voir Thys.
Joseph Thys est un footballeur belge né le 15 janvier 1888 et mort le 22 août 1942.
Il a été milieu de terrain à l'Union Saint-Gilloise de 1910 à 1922. Il remporte le doublé Coupe-Championnat en 1913, et une deuxième fois la Coupe de Belgique en 1914.
Il a également été 15 fois  international de 1912 à 1919.

## Palmarès
- International belge A de 1912 à 1919 (15 sélections et 1 but marqué)
- premier match international : le 28 janvier 1912, France-Belgique, 1-1 (match amical)
- Champion de Belgique en 1913 avec l'Union Saint-Gilloise
- 113 matches et 12 buts marqués en Division 1 (bron Peter Mariën-Belgiumsoccerhistory)
- Vainqueur de la Coupe de Belgique en 1913 et 1914 avec l'Union Saint-Gilloise